# Brad Miller
Bradley Alan Miller (Fort Wayne, 12 de abril de 1976) é um jogador profissional de basquetebol norte americano. Participa da liga National Basketball Association (NBA) desde 1999.